# Berliner Kriminal Theater

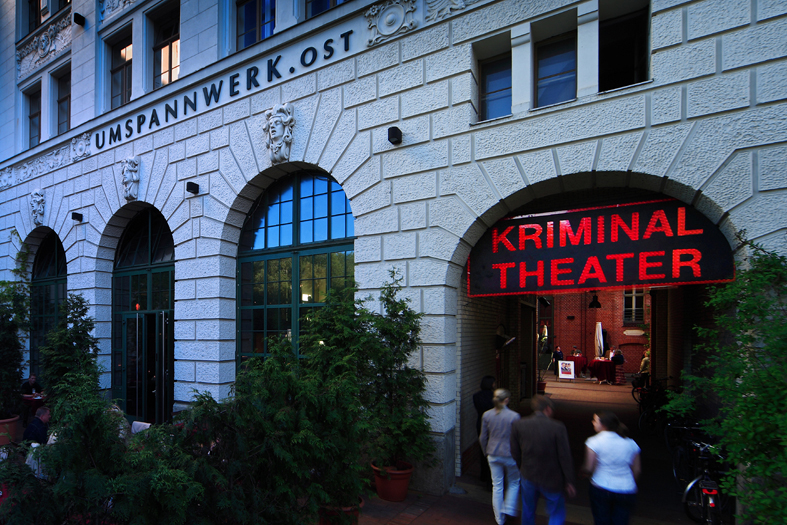
Berliner Kriminal Theater, Palisadenstr. 48, Berlin-Friedrichshain 1

Das Berliner Kriminal Theater wurde im Jahr 2000 von dem Regisseur Wolfgang Rumpf und dem Dramaturgen Wolfgang Seppelt gegründet.

## Geschichte
Am 13. April 2000 fand die Eröffnungsvorstellung des Theaters in Berlin-Wilmersdorf im ehemaligen Kabarett-Theater von Dieter Hallervorden Die Wühlmäuse in der Nürnberger Straße 33 statt. Die Direktion bestand aus Wolfgang Rumpf (Künstlerischer Direktor und Geschäftsführer), Wolfgang Seppelt (Verwaltungsdirektor und Chefdramaturg) und Dennis Schönwetter (Assistent der Geschäftsführung und Leiter Presse- und Öffentlichkeitsarbeit sowie Marketing). Die erste Inszenierung war Die acht Millionäre von Robert Thomas. Die Hauptrolle spielte Matti Wien, die Regie führte Wolfgang Rumpf. 2001 folgte die Premiere der Erfolgsinszenierung Die Mausefalle von Agatha Christie unter der Regie von Wolfgang Rumpf. Am 17. Juni 2011 fand die 1000. Vorstellung statt.
2003 zog das Theater wegen des Abrisses der alten Spielstätte in den Gebäudekomplex des Umspannwerks Ost nach Berlin-Friedrichshain, Palisadenstraße 48 um. Im Theaterstück Arsen und Spitzenhäubchen von Joseph Kesselring (Premiere März 2009) spielten Renate Blume und Vera Müller die Hauptrollen. Die Produktion zum 10-jährigen Bestehen im April 2010 war der Kriminal-Klassiker von Agatha Christie mit Kaspar Eichel in der Hauptrolle. Im März 2011 hatte Der Name der Rose von Umberto Eco in der Spielfassung und Regie von Wolfgang Rumpf als Berliner Erstaufführung Premiere, in einer Hauptrolle war Felix Isenbügel zu sehen.
Im September 2012 hatte in einer Berliner Erstaufführung der Thriller Todesfalle von Ira Levin Premiere, die Hauptrollen spielten Thomas Gumpert und Felix Isenbügel, Regie führte Wolfgang Rumpf. Im September 2013 feierte in einer Berliner Erstaufführung der Psychothriller Der Seelenbrecher von Sebastian Fitzek Premiere. Im März 2016 feierte in einer Berliner Erstaufführung der Thriller Erbarmen von Jussi Adler-Olsen Premiere. In einer Welt-Uraufführung feierte der Psychothriller Therapie von Sebastian Fitzek am 29. September 2016 Premiere. Die Uraufführung von Passagier 23 von Sebastian Fitzek fand am 19. September 2018 statt.

## Ensemble-Mitglieder (Auswahl)
- Renate Blume
- Angelika Mann
- Alice Macura
- Fritzi Eichhorn
- Kaspar Eichel
- Katrin Martin
- Isabella Schmid
- Vera Müller
- Manfred Borges
- Maria Jany
- Joachim Kaps
- Tom Deininger
- Volkmar Kleinert
- Ulrich Voß
- Matti Wien
- Natascha Petz
- Thomas Hailer
- Felix Isenbügel
- Thomas Gumpert
- Peter Groeger
- Sandra Steinbach
- Marc Rudolf
- Gunnar Haberland